# Вюртемберг-Баден
Вюртемберг-Баден (нім. Württemberg-Baden) — колишня земля, що була у складі Західної Німеччини. Був створений в 1945 році окупаційними силами Сполучених Штатів після того, як землі Баден і Вюртемберг були розділені між американською та французькою окупаційними зонами. Столиця — Штутгарт. У 1952 році разом з Баденом та Вюртемберг-Гогенцоллерном об'єднано в сучасну землю Баден-Вюртемберг.

## Історія
Вюртемберг-Баден складався з північних половин колишніх земель Вюртемберг і Баден. 
Південна межа цієї частини окупованої США зони було встановлено таким чином, що автобан, що сполучає Карлсруе та Мюнхен (сьогодні A8), повністю містився в американській зоні. Три основні підрозділи американської зони (Великий Гессен, Баварія та Вюртемберг-Баден) були оголошені 19 вересня 1945 року.
24 листопада 1946 року була прийнята нова конституція і обрано перший парламент Вюртемберга-Бадена. 23 травня 1949 року земля стала членом-засновником Федеративної Республіки Німеччина.

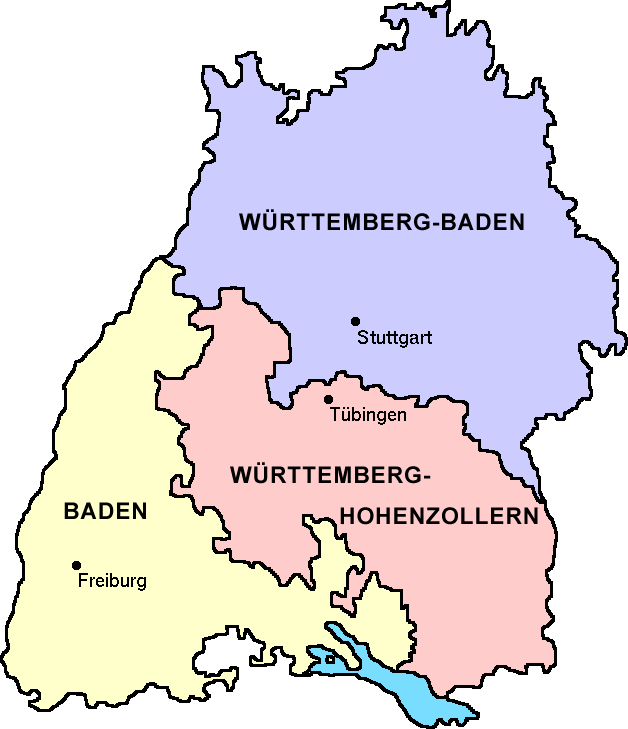
Три землі, що об’єдналися в Баден-Вюртемберг в 1952 році

24 вересня 1950 року у Вюртемберзі-Бадені, Вюртемберг-Гогенцоллерні та Бадені було проведено неофіційне опитування щодо злиття трьох земель, а потім громадський референдум 16 грудня 1951 року. В обох випадках виборці у Вюртемберзі-Бадені повернули явну більшість на користь злиття. Усі три землі були об’єднані, і 25 квітня 1952 року була заснована сучасна німецька земля Баден-Вюртемберг.

## Політика
Єдиним міністром-президентом Вюртемберг-Бадена був Рейнгольд Майєр (ДНП, потім ВДП; 1946–1952). Майєр став першим міністром-президентом землі Баден-Вюртемберг після її утворення в 1952 році.
Вюртемберг-Баден був поділений на два адміністративні округи, відомі як Landesbezirke. Межі цих двох округів були взяті з двох колишніх земельних ділянок, які складали Вюртемберг-Баден. Ці два округи залишаються майже незмінними сьогодні як округ Штутгарт (Вюртемберг) і Карлсруе (Баден) у Баден-Вюртембергу.

## Прапор і герб
Прапор Вюртемберга-Бадена, прийнятий в 1947 році, був чорно-червоно-золотим триколірним прапором Німеччини, який пізніше також був знову прийнятий новими німецькими землями, заснованими в 1949 році, Федеративною Республікою Німеччина та Німецькою Демократичною Республікою.
Герб поєднує в собі елементи з двох держав-попередників: червону смугу на золотому полі герба Бадена та три оленячі роги герба Вюртембергу.